# اکبرآباد (طوس)
اکبرآباد روستایی در دهستان طوس بخش مرکزی شهرستان مشهد استان خراسان رضوی ایران است.

## جمعیت
بر پایه سرشماری عمومی نفوس و مسکن در سال ۱۳۹۵ جمعیت این روستا ۱٬۹۷۵ نفر (۵۷۴خانوار) بوده‌است.